# Сырбу, Елена Ивановна
Елена Ивановна Сырбу (в замужестве — Павел; 19 мая [1 июня] 1915, Рудь — 1 августа 1943, Плоешти) — румынская коммунистическая активистка. Член Румынской коммунистической партии (1939). Во время Второй мировой войны была приговорена к 25 годам заключения. Погибла во время американской бомбардировки Плоешти.

## Биография

### Ранние годы
Родилась 19 мая 1915 года в селе Самойловка (сейчас — Рудь) Сорокского уезда. Её отец Иван Захарович Сырбу был учителем. Участвовал в революции 1905—1907 годов на территории Бессарабии, за что был лишён права преподавать и преследовался царским режимом. Елена была младшим ребёнком в семье, где её называли Доня.
С 1925 по 1933 год училась в Сорокской гимназии. Во время учёбы читала коммунистическую литературу и в 1931 году вступила в подпольную организацию «Красный школьник». Занималась распространением листовок и сбором средств для политических заключённых.

### Политическая деятельность
В 1933 году поступила на медицинский факультет Ясского университета. Там участвовала в деятельности «Общества объединённых студентов» и вступила в Союз коммунистической молодёжи Румынии.
Весной 1934 года побывала с заданием в Бухаресте, после чего была отчислена из университета. Летом того же года переехала в Аккерман, где членом уездного комитета коммунистической партии являлась её старшая сестра Мария. Там Елена Сырбу занимается созданием пропагандистских материалов и трудится над газетой «Рабоче-крестьянская правда».
В марте 1935 года во время митинга шахтёров она была арестована. Проходила по «делу 43», который вёл военный трибунал в Кишинёве. Приговор ей был вынесен 16 ноября 1935 года. Из тюрьмы вышла осенью 1938 года. В 1939 года была принята в Румынскую коммунистическую партию под именем «София». Кроме того была избрана членом партии III сектора Албастру города Бухарест, а затем — членом Ильфовского (Бухаресткого) укома КПР и ЦК Патриотической защиты.

### Смерть
С началом Второй мировой войны работала как учительница Сефана Букур, которая якобы была беженкой из Трансильвании. Участвует по поручению ЦК КП Румынии в диверсиях на военных предприятиях.
В сентябре 1942 года Сырбу была арестована и приговорена к смертной казни. 28 января 1943 года смертный приговор был заменён на 25 лет заключения. Первоначально она отбывала срок в Бухаресте, а затем в Плоешти. Скончалась 1 августа 1943 года во время американской бомбардировки (операция «Приливная волна»). Тогда зенитной артиллерии удалось сбить один из самолётов, который упал с боекомплектом на здание тюрьмы.

## Память
Имя Елены Сырбу носило Сорокское республиканское культурно-просветительское училище. В честь неё также назывались пионерские отряды и дружины в Молдавской ССР. В 1964 году в доме, где она родилась, был открыт мемориальный музей. На здании установлена памятная доска.